# 鑽石山

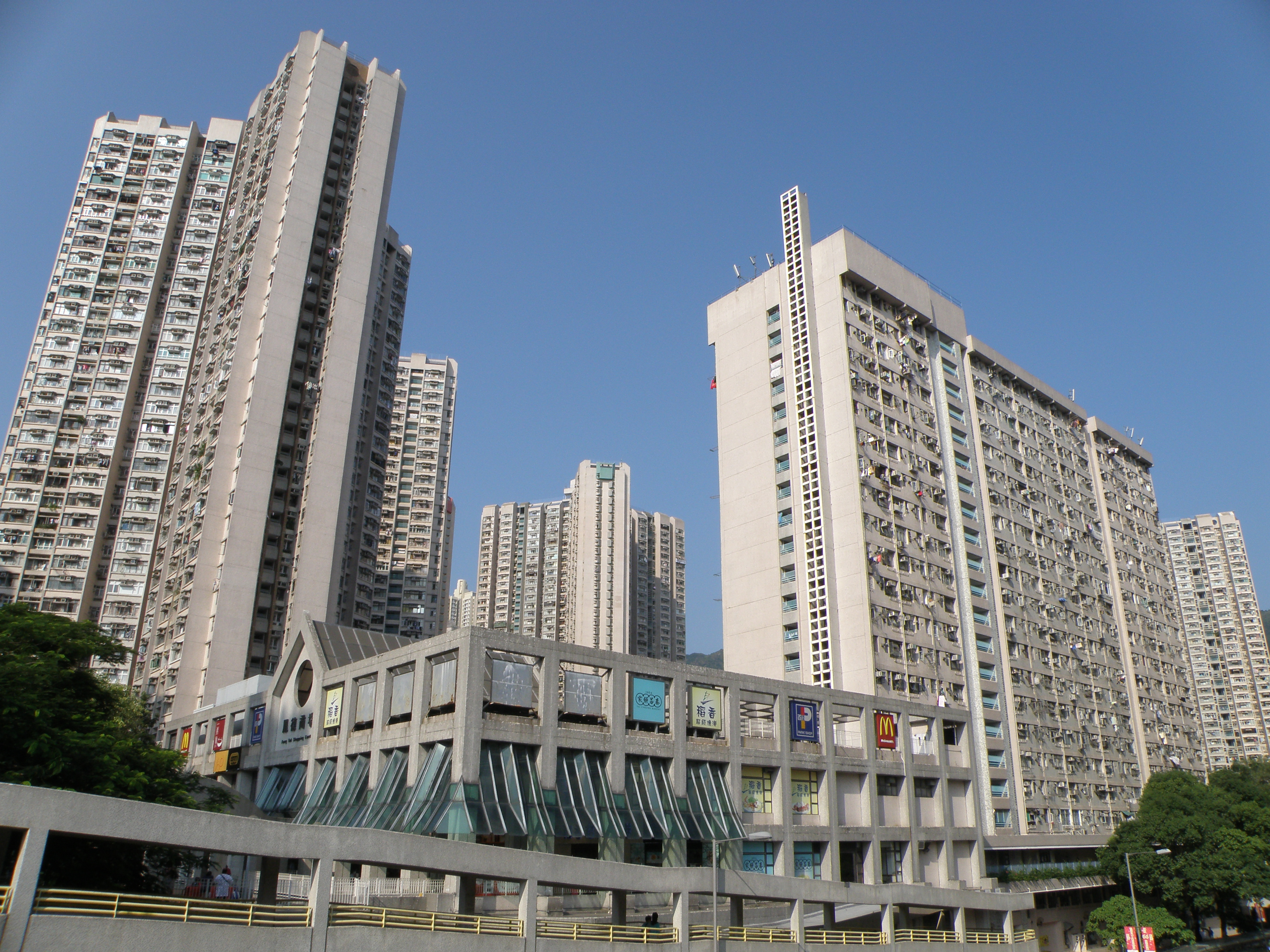
鑽石山鳳德邨

鑽石山是香港九龍一座已消失的山峰，位於竹園以東，慈雲山以南，上元嶺以西、大磡以北、牛池灣以西，現時主要是一個住宅區。原本鑽石山山峰高約海拔182米，比斧山還要高。但經多年採礦後，現只剩下約海拔100米高的山體。

## 名稱由來

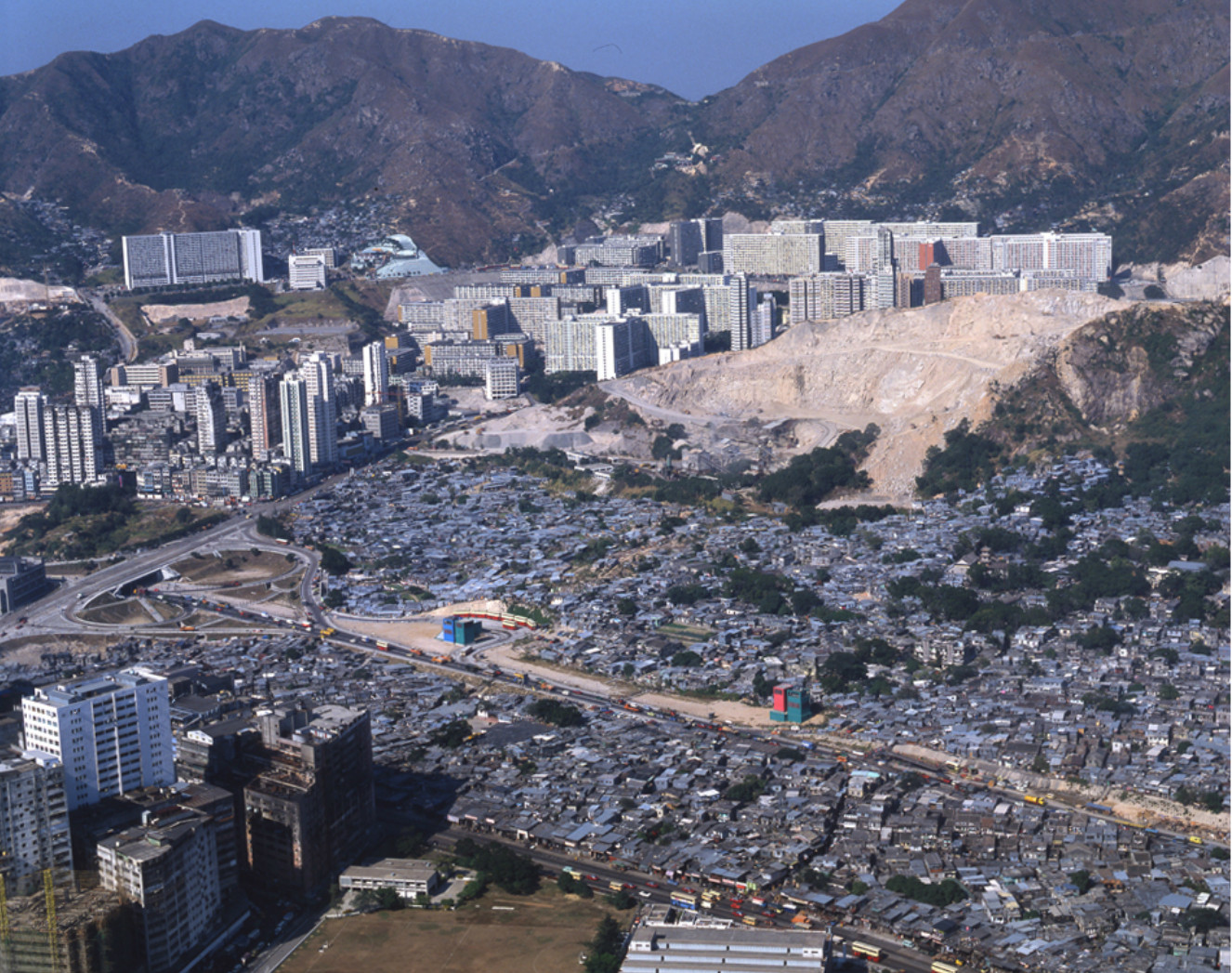
鑽石山昔為石礦場

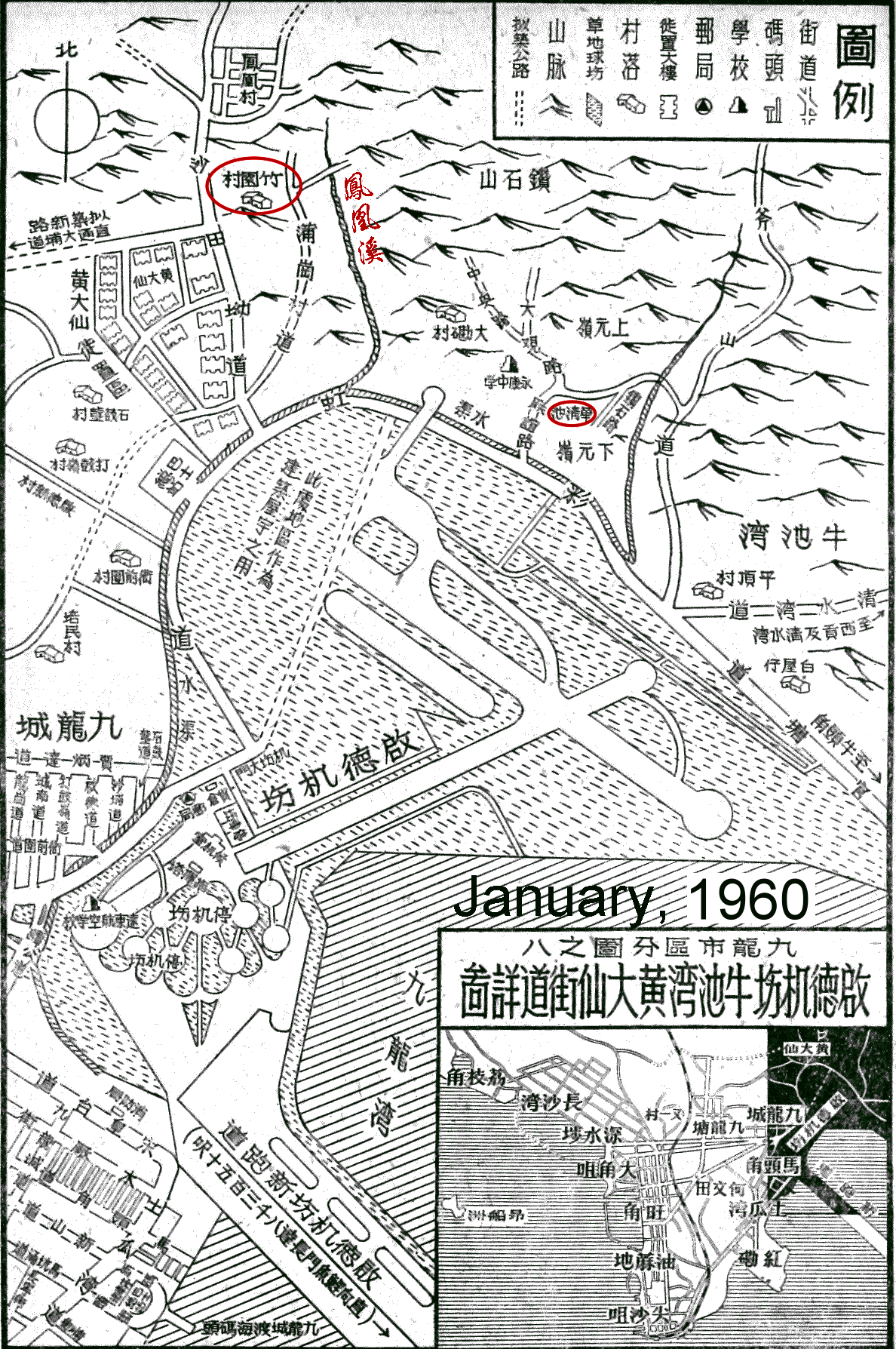
黃大仙區地圖（1960年1月），當時鑽石山仍未被開發

鑽石山並沒有任何真正的鑽石礦，與英文譯稱不符合，而鑽石山站的命名令此名稱更廣泛使用，即使在大磡居住的居民也會寫作鑽石山為地址。
至於鑽石山得名的原因，坊間有多個解釋。現在最多人接受的說法，是因為中文名稱中的「鑽」字是個動詞，只是把岩石鑽開的意思，而鑽石山本有一個石礦場，開採了數十年，也因此使這座本來無名的小山得名。
另有解釋指因為鑽石山附近的石礦場所出產的石塊礦晶較閃亮，或者鑽石山山峰的形狀像鑽石一樣。
由於在1960-90年代期間，政府曾在鑽石山設立石礦場，此山頂端已被剷平。現時石礦場原址早已分兩階段關閉：早於1982年關閉的「範圍甲」部分，已於1985-89年間爆破平整，現為鳳德邨；至於未完全開採的「範圍乙」部分，則於1987年繼續以石礦場形式進行平整，為期六年，及後發展為慈雲山學校村及蒲崗村道公園，而底層為大老山隧道入口處。

## 主要建築
1950至1960年代起，鑽石山區有多間片場開設，例如大觀片場（後來的堅成片場）就在大老山隧道九龍出口東面，而永華片場、國泰片場與嘉禾片場則位於斧山道，李小龍亦曾經常出入嘉禾片場拍攝。附近荷里活廣場大型商場，其命名都反映此段歷史。
區內社區設施有蒲崗村道學校村、蒲崗村道體育館及鳳德社區中心。
其餘附近以鑽石山命名的建築包括鑽石山火葬場和墳場、鑽石山殯儀館、思親堂及鑽石山食水及海水配水庫。
附近設由佛教非牟利慈善團體所興建的志蓮淨苑、斧山公園及南蓮園池，構成一個大型仿唐建築群。區內亦設鳳德公園及斧山道運動場，為市民提供康樂設施。
位於鑽石山與新蒲崗之間曾有香港最後一個大型寮屋區大磡村。房屋署於1998年8月25日宣布清拆大磡村寮屋區，清拆分8期進行，由2000年11月14日起至同年12月底完成。目前土地為港鐵鑽石山站屯馬綫月台、公屋及綠置居項目啟鑽苑以及居屋啟翔苑。

## 交通

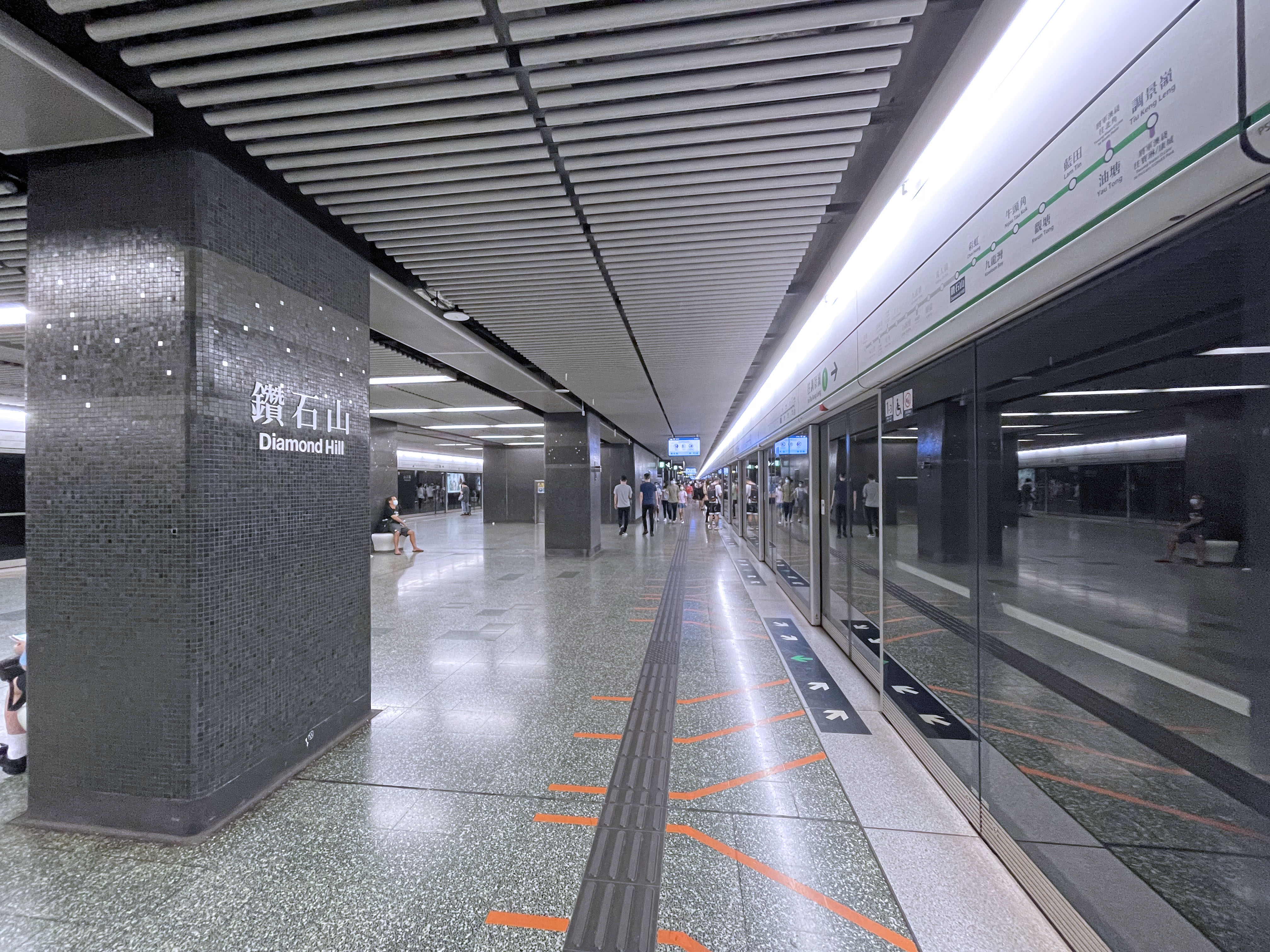
港鐵鑽石山站觀塘綫月台

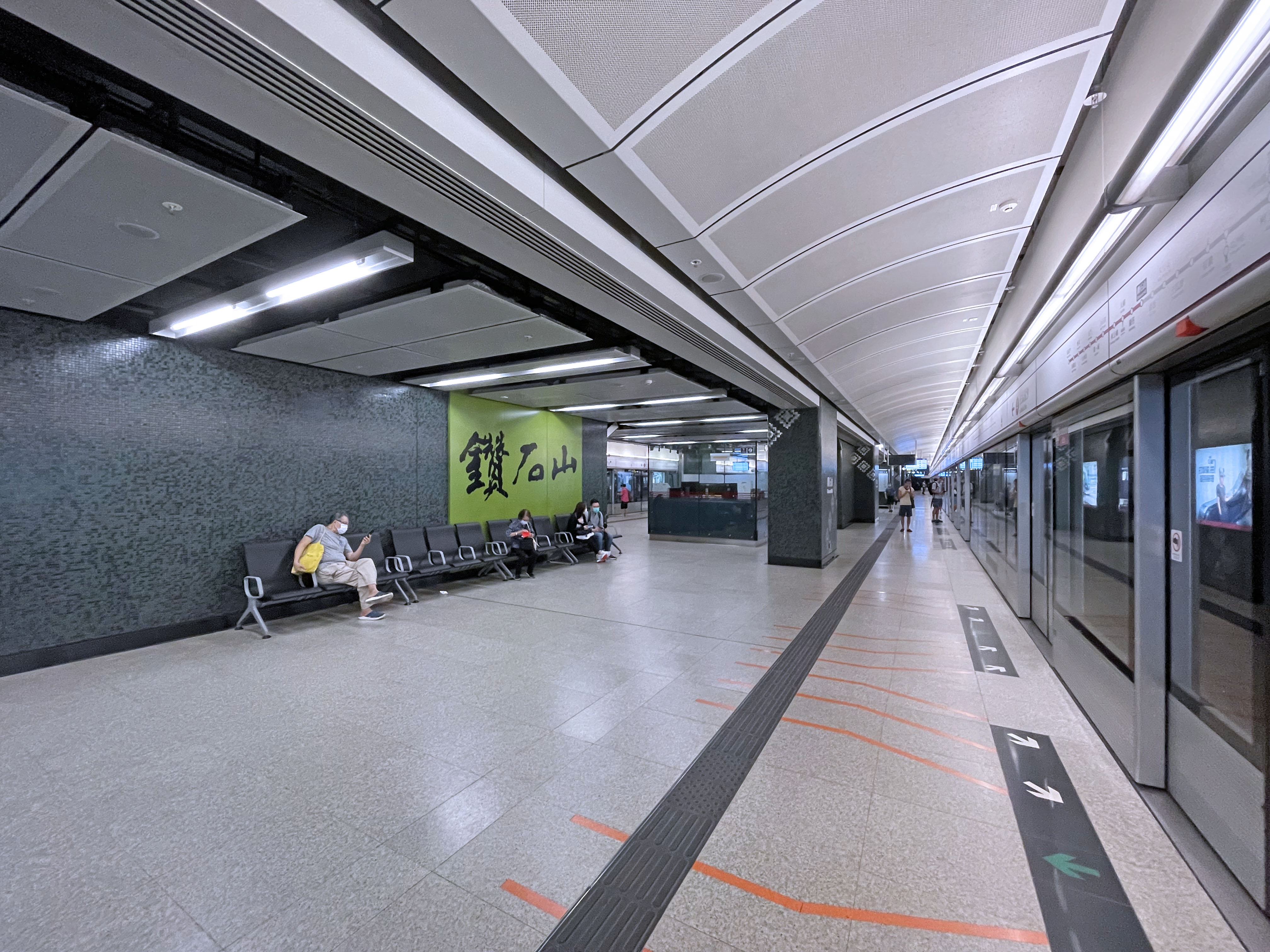
港鐵鑽石山站屯馬綫月台

## 公共屋邨及資助出售屋苑
- 龍蟠苑（1987-1992）
- 鳳德邨（1991-1992）
- 鳳鑽苑（1991-1992）
- 鳳禮苑（1997）
- 啟鑽苑（2021-2024）
- 啟翔苑（2023）

## 鄰近山峰
- 斧山
- 慈雲山
- 飛鵝山

## 區議會議席分佈
鑽石山橫跨兩個選區，以下鑽石山以蒲崗村道、大老山隧道及鳳德道之間的範圍為準。
| 範圍/年度                                                             | 2000-2003  | 2004-2007 | 2008-2011 | 2012-2015 | 2016-2019 | 2020-2023 | 2023-2026        |
| --------------------------------------------------------------------- | ---------- | --------- | --------- | --------- | --------- | --------- | ---------------- |
| 鳳德邨七座樓宇、鳳禮苑                                                | 鳳德選區   | 鳳德選區  | 鳳德選區  | 鳳德選區  | 鳳德選區  | 鳳德選區  | 黃大仙東選區(H1) |
| 蒲崗村道、大老山隧道、鳳德道所包圍的地區 (除鳳德邨七座樓宇及鳳禮苑外) | 鑽石山選區 | 龍星選區  | 龍星選區  | 龍星選區  | 龍星選區  | 龍星選區  | 黃大仙東選區(H1) |

註：以上主要範圍尚有其他細微調整（包括編號），請參閱有關區議會選舉選區分界地圖及條目。